# Expédition de Tripolitaine (523)
L'Expédition de Tripolitaine ou Expédition d'Oea est une bataille impliquant le Royaume vandale contre les tribus Laguatan.

Les vandales, après avoir perdu de nombreux territoires à l'avantage des Laguatan, ont voulu reprendre le contrôle sur la Tripolitaine.
La bataille se solda par une victoire berbère et un retrait des Vandales de Tripolitaine à l'exception de la ville d'Oea,.